# 크산드라 펠제부르
크산드라 펠제부르(네덜란드어: Xandra Velzeboer, 2001년 9월 9일~)는 네덜란드의 쇼트트랙 선수이다. 2022년 동계 올림픽에서 여자 계주 종목 금메달을 획득했으며 세계 선수권 대회에서 금메달 8개, 은메달 1개, 동메달 3개를 획득했다.

## 개인사
아버지인 마르크 펠제부르 또한 쇼트트랙 선수로 활동했으며 여동생인 미셸 펠제부르 또한 쇼트트랙 선수이다.